# Sebastian Hecht

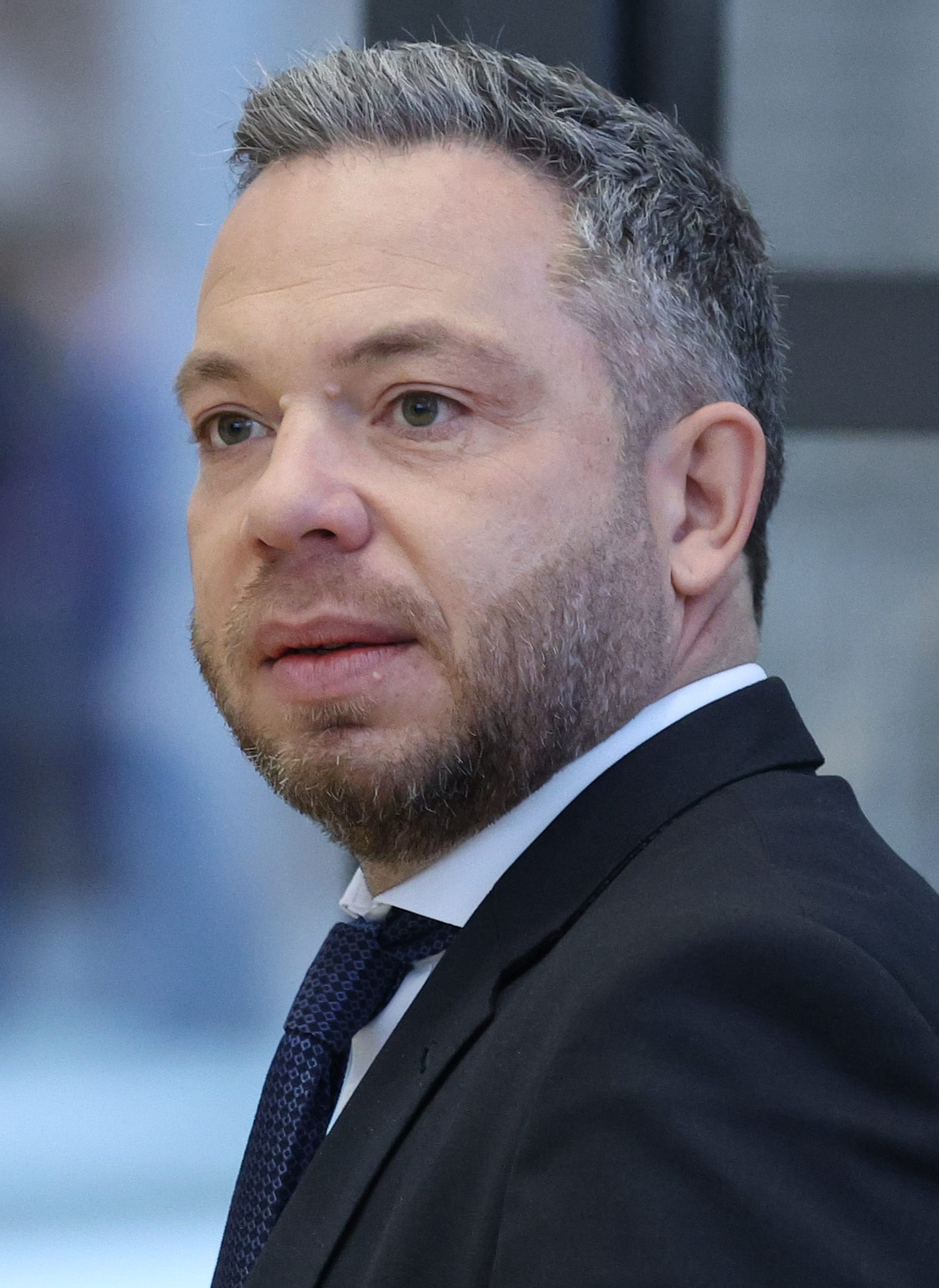
Sebastian Hecht (2024)

Sebastian Hecht (* 21. Dezember 1978 in Großenhain) ist ein deutscher politischer Beamter. Seit 2023 ist er Amtschef bzw. Staatssekretär im Sächsischen Staatsministerium der Finanzen.

## Leben
Hecht absolvierte ein Studium der Rechtswissenschaften an der Technischen Universität Dresden. Nach dem bis 2007 absolvierten Rechtsreferendariat war er bei verschiedenen sächsischen Gerichten tätig. Von 2011 bis 2014 fungierte er als Referent und stellvertretender Referatsleiter in der Abteilung für Strafrecht und Zivilrecht im Sächsischen Staatsministerium der Justiz und für Europa. Nachdem Hecht 2014 als parlamentarischer Berater des Arbeitskreises für Verfassung, Recht und Europa der CDU-Fraktion im Sächsischen Landtag tätig war, übernahm er von 2015 bis 2019 den Posten des Leitungsbereichsreferenten für Kabinetts- und Landtagsangelegenheiten im von Sebastian Gemkow geleiteten Sächsischen Staatsministerium der Justiz.
Von Januar bis Mai 2020 war Hecht als Richter am Sächsischen Landessozialgericht tätig, kehrte aber bereits zu Juni 2020 nach Dresden zurück, wo er fortan als Leiter des Geschäftsbereiches Kultur und Tourismus im Sächsischen Staatsministerium für Wissenschaft, Kultur und Tourismus fungierte. Am 26. April 2023 übernahm Hecht als Nachfolger von Dirk Diedrichs den Posten des Amtschefs im Sächsischen Staatsministerium der Finanzen. Seit dem 19. Dezember 2024 übt er dieses Amt im Rang eines Staatssekretärs aus.